# Gaius Accius Secundus
Gaius Accius Secundus war ein antiker römischer Toreut (Metallbildner), der in der zweiten Hälfte des 1. Jahrhunderts in Italien tätig war.
Gaius Accius Secundus ist heute nur noch aufgrund von zwei Signaturstempeln auf Bronzekasserollen bekannt, die beide in Pompeji gefunden wurden. Die Signatur lautet lateinisch C ACCI SECVNDI, ergänzt zu C(ai) Acci Secundi. Mit Gaius Accius Euanthus gibt es einen weiteren bekannten Accier, der als Toreut tätig war. Bei den Stücken handelt es sich um:
1. Bronzekasserolle, gefunden in Pompeji, heute im Archäologischen Nationalmuseum Neapel.[1]
2. Bronzekasserolle, gefunden in Pompeji, heute im Archäologischen Nationalmuseum Neapel.[2]

## Einzelbelege
1. ↑  Inventarnummer 73181; Richard Petrovszky: Studien zu römischen Bronzegefäßen mit Meisterstempeln. Leidorf, Buch am Erlbach 1993, S. 189, Nr. A.02.01; CIL 10, 8071,25a.
2. ↑  Inventarnummer ?; Richard Petrovszky: Studien zu römischen Bronzegefäßen mit Meisterstempeln. Leidorf, Buch am Erlbach 1993, S. 188–189, Nr. A.02.02; CIL 10, 8071,25b.

| Personendaten    | Personendaten                                                          |
| ---------------- | ---------------------------------------------------------------------- |
| NAME             | Accius Secundus, Gaius                                                 |
| ALTERNATIVNAMEN  | Secundus, Gaius Accius; Accius Secundus, Caius; Secundus, Caius Accius |
| KURZBESCHREIBUNG | antiker römischer Toreut                                               |
| GEBURTSDATUM     | 1. Jahrhundert v. Chr. oder 1. Jahrhundert                             |
| STERBEDATUM      | 1. Jahrhundert oder 2. Jahrhundert                                     |